# Balya (district)
Balya is een Turks district in de provincie Balıkesir en telt 16.712 inwoners (2007). De hoofdplaats is de gelijknamige stad Balya. Het district heeft een oppervlakte van 935,6 km².
De bevolkingsontwikkeling van het district is weergegeven in onderstaande tabel.
| 1997   | 2000   | 2007   |
| ------ | ------ | ------ |
| 20.023 | 18.869 | 16.712 |